# Hyposiccia mesozonata
Hyposiccia mesozonata là một loài bướm đêm thuộc phân họ Arctiinae, họ Erebidae.